# یو یانهونگ
یو یانهونگ (انگلیسی: Yu Yanhong؛ زادهٔ ۱ اوت ۱۹۷۶) بازیکن سافت‌بال زن اهل چین بود. در بازی‌های المپیک تابستانی ۲۰۰۰ شرکت کرده‌است.